# Појана Маре (Олт)
Појана Маре (рум. Poiana Mare) насеље је у Румунији у округу Олт у општини Морунглав. Oпштина се налази на надморској висини од 182 m.

## Становништво
Према подацима из 2002. године у насељу је живело 416 становника, од којих су сви румунске националности.